# Liga lądowa
Liga lądowa (ang. land league) – miara długości stosowana w krajach europejskich i w Wielkiej Brytanii, o wartościach w zakresie od 3,9 kilometra do 7,4 kilometra. Czasami niepoprawnie tłumaczona jako mila lądowa.
1 angielska liga lądowa = 3 mile angielskie = 4,828 km